# Ruffile de Forlimpopoli
Ruffile de Forlimpopoli (IVe siècle-Ve siècle) est le premier évêque de Forlimpopoli. Il est vénéré comme saint par l'Église catholique et l'Église orthodoxe.

## Biographie
Il n'y a aucune information certaine sur Ruffile ; les écrits que nous avons de lui proviennent de sources littéraires tardives et peu fiables, mais les témoignages de son culte dans toute l'Émilie-Romagne, montrent une vénération des fidèles dans le temps[réf. souhaitée].
La légende raconte que Rufille et saint Mercurial, évêque de Forlì vainquirent un dragon qui se trouvait entre la ville de Forlimpopoli et Forlì, dragon qui représentait métaphoriquement l'idolâtrie. Ruffile prêcha, en effet, parmi les païens et combattit l'hérésie arienne avec d'autres évêques. 
Il décède à 90 ans dans la première moitié du Ve siècle.

## Culte
Des sources médiévales citent treize églises qui lui sont dédiées dans la région dont la basilique du saint existant dans la ville de Forlimpopoli, mais qui, au moment de la construction, est située en dehors des murs de la ville. Après la destruction de la ville en 1362 par des troupes en faveur des États pontificaux, commandée par le cardinal espagnol Gil Álvarez Carrillo de Albornoz, ses reliques sont transportées à Forlì. En mai 1964, elles retournent à la basilique collégiale de Forlimpopoli.